# Jeroen D'hoedt
Jeroen D'hoedt (né le 10 janvier 1990 à Hal) est un athlète belge, spécialiste du demi-fond.

## Carrière
Son meilleur temps sur 1 500 mètres est de 3 min 36 s 07, obtenu à Oordegem le 2 août 2011, ce qui lui permet d'être sélectionné pour les Championnats du monde d'athlétisme 2011.
Il est repêché pour compléter la liste des participants du 3 000 m steeple lors des Jeux olympiques de Rio de Janeiro.

### Palmarès
| Année | Compétition                    | Lieu     | Résultat | Epreuve        | Performance   |
| ----- | ------------------------------ | -------- | -------- | -------------- | ------------- |
| 2009  | Championnats d’Europe juniors  | Novi Sad | 3e       | 3000 m steeple | 8 min 51 s 76 |
| 2009  | Championnats d’Europe de cross | Dublin   | 1er      | Course junior  | 18 min 46 s   |
| 2013  | Championnats d’Europe de cross | Belgrade | 4e       | cross-country  | 29 min 35 s   |